# Dana Nălbaru
Dana Nălbaru (n. 23 octombrie 1976, Brașov, România) este o cântăreață română retrasă din activitate, fiind cunoscută pentru perioada în care a fost solista vocală a trupei Hi-Q.
A cântat alături de trupa Hi-Q între 1997-2003, când a părăsit formația și a decis să urmeze o carieră solo. În anul 2010, s-a alăturat din nou trupei, fără a renunța, însă, la cariera solo, activând până la destrămarea Hi-Q, în 2014. Începând cu anul 2015, Dana Nălbaru a renunțat la cariera muzicală și s-a retras treptat din viața publică.
Este căsătorită din anul 2005 cu actorul Dragoș Bucur și au împreună trei copii.

## Discografie

### Piese
| An lansare | Single                                    | Format              |
| ---------- | ----------------------------------------- | ------------------- |
| 2013       | Iubire youtube link                       | descărcare gratuită |
| 2013       | Can't Get You Out Of My Head youtube link | descărcare gratuită |

### Colaborări
| An   | Trupa     | Piesă                  |
| ---- | --------- | ---------------------- |
| 1996 | Cassanova | Porno II youtube link  |
| 1997 | Diabolic  | Porno III youtube link |
| 2013 | Proconsul | Făra tine youtube link |

### Albume
| An lansare | Album        | Format              |
| ---------- | ------------ | ------------------- |
| 2004       | Zbor         | CD (Cat Music)      |
| 2005       | Intră in joc | CD (Cat Music)      |
| 2008       | Parfum       | descărcare gratuită |
| 2010       | One Love     | descărcare gratuită |

### Zbor (2004)
| Nr. | Titlu                             | Lungime |  |
| 1.  | „Am nimic fără tine youtube link” | 3:20    |  |
| 2.  | „Băiatul rock”                    | 3:16    |  |
| 3.  | „Doar un copil”                   | 3:35    |  |
| 4.  | „Iartă-mă”                        | 2:13    |  |
| 5.  | „La la la (poftă de viață)”       | 3:04    |  |
| 6.  | „Orașul (feat. Pio)”              | 3:42    |  |
| 7.  | „Te Iubesc (overdose remix)”      | 3:59    |  |
| 8.  | „Te iubesc”                       | 3:54    |  |
| 9.  | „Te-am căutat”                    | 3:37    |  |
| 10. | „Zbor youtube link”               | 3:44    |  |

### Intră în joc (2005)
| Nr. | Titlu                                  | Lungime |  |
| 1.  | „Intră în Joc youtube link”            | 2:45    |  |
| 2.  | „Dacă”                                 | 3:18    |  |
| 3.  | „Noi doi”                              | 3:28    |  |
| 4.  | „Ascultă muzica”                       | 3:03    |  |
| 5.  | „Inima mea”                            | 3:32    |  |
| 6.  | „Te iubesc (feat. Andrada)”            | 3:59    |  |
| 7.  | „Poate-ntr-o zi (feat. Mihai Ogășanu)” | 2:41    |  |
| 8.  | „Ține-te bine”                         | 4:14    |  |
| 9.  | „Blockparty”                           | 3:25    |  |

### Parfum (2008)
| Nr. | Titlu                     | Lungime |  |
| 1.  | „Mai e o zi youtube link” | 4:02    |  |
| 2.  | „Același suflet”          | 3:44    |  |
| 3.  | „Parfum”                  | 4:43    |  |
| 4.  | „Tu youtube link”         | 2:55    |  |
| 5.  | „Respect”                 | 3:06    |  |
| 6.  | „Cum vreau eu”            | 3:35    |  |
| 7.  | „Lasă-mă in pace”         | 3:51    |  |
| 8.  | „Lazy”                    | 3:46    |  |
| 9.  | „I Call Your Name”        | 3:37    |  |

### One Love (2010)
| Nr. | Titlu                | Lungime |  |
| 1.  | „Words”              | 3:15    |  |
| 2.  | „In Love”            | 4:33    |  |
| 3.  | „I Call Your Name”   | 3:15    |  |
| 4.  | „One Day”            | 3:24    |  |
| 5.  | „Drop a Little Love” | 4:13    |  |
| 6.  | „Don't”              | 2:42    |  |
| 7.  | „Love youtube link”  | 3:46    |  |
| 8.  | „Hello”              | 3:34    |  |
| 9.  | „On The Edge”        | 3:13    |  |